# Edwin D. Morgan

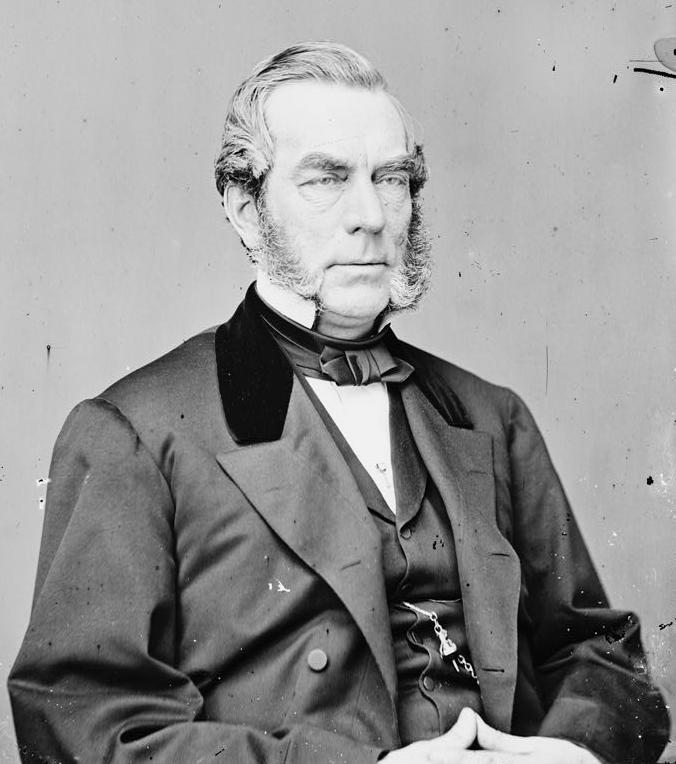
Edwin D. Morgan

Edwin Denison Morgan, född 8 februari 1811 i Washington, Massachusetts, död 14 februari 1883 i New York, var en amerikansk republikansk politiker. Han var ordförande i republikanernas federala partistyrelse Republican National Committee 1856-1864 och 1876-1879. Han var en framgångsrik bankman som bidrog till republikanernas kassakista och den ordförande i RNC som suttit längst någonsin. Han var dessutom en känd filantrop som bidrog med stora summor till Union Theological Seminary.
Morgan gjorde en framgångsrik karriär i New York som handelsman, mäklare och bankman. Han var ledamot av delstatens senat 1850-1855 och guvernör i New York 1859-1862. Han var ledamot av USA:s senat från New York 1863-1869.
Hans kusin Morgan Bulkeley var guvernör i Connecticut 1889-1893.